# Valerie Mahaffey
Valerie Mahaffey (ur. 16 czerwca 1953 na Sumatrze, zm. 30 maja 2025 w Los Angeles) – amerykańska aktorka.